# Presidenti del Consiglio dei ministri del Regno d'Italia
I presidenti del Consiglio dei ministri del Regno d'Italia si sono succeduti dal 1861 (proclamazione del Regno d'Italia) al 1946 (nascita della Repubblica Italiana), sono stati 30 e hanno presieduto complessivamente 65 governi. 

## Elenco
| N°   | Presidente del Consiglio   | Presidente del Consiglio | Presidente del Consiglio                   | Mandato           | Mandato                                                               | Orientamento / Partito                 | Governo e composizione         | Governo e composizione                                                 | Leg. (Elezioni)                                                      | Re d'Italia                                                 |
| N°   | Presidente del Consiglio   | Presidente del Consiglio | Presidente del Consiglio                   | Inizio            | Fine                                                                  | Orientamento / Partito                 | Governo e composizione         | Governo e composizione                                                 | Leg. (Elezioni)                                                      | Re d'Italia                                                 |
| ---- | -------------------------- | ------------------------ | ------------------------------------------ | ----------------- | --------------------------------------------------------------------- | -------------------------------------- | ------------------------------ | ---------------------------------------------------------------------- | -------------------------------------------------------------------- | ----------------------------------------------------------- |
| 1    |                            |                          | Camillo Benso, conte di Cavour (1810-1861) | 23 marzo 1861     | 6 giugno 1861                                                         | Destra storica                         | Cavour IV                      | Destra storica - Indipendenti                                          | VIII (1861)                                                          | Vittorio Emanuele II 1861-1878                              |
| 2    |                            |                          | Bettino Ricasoli (1809-1880)               | 12 giugno 1861    | 3 marzo 1862                                                          | Destra storica                         | Ricasoli I                     | Destra storica                                                         | VIII (1861)                                                          | Vittorio Emanuele II 1861-1878                              |
| 3    |                            |                          | Urbano Rattazzi (1808-1873)                | 3 marzo 1862      | 8 dicembre 1862                                                       | Sinistra storica                       | Rattazzi I                     | Sinistra storica - Destra storica - Indipendenti                       | VIII (1861)                                                          | Vittorio Emanuele II 1861-1878                              |
| 4    |                            |                          | Luigi Carlo Farini (1812-1866)             | 8 dicembre 1862   | 24 marzo 1863                                                         | Destra storica                         | Farini                         | Destra storica                                                         | VIII (1861)                                                          | Vittorio Emanuele II 1861-1878                              |
| 5    |                            |                          | Marco Minghetti (1818-1886)                | 24 marzo 1863     | 28 settembre 1864                                                     | Destra storica                         | Minghetti I                    | Destra storica                                                         | VIII (1861)                                                          | Vittorio Emanuele II 1861-1878                              |
| 6    |                            |                          | Alfonso La Marmora (1804-1878)             | 28 settembre 1864 | 31 dicembre 1865                                                      | Destra storica                         | La Marmora II                  | Destra storica                                                         | VIII (1861)                                                          | Vittorio Emanuele II 1861-1878                              |
| 6    | 31 dicembre 1865           | 20 giugno 1866           | Alfonso La Marmora (1804-1878)             | La Marmora III    | IX (1865)                                                             | Destra storica                         |                                | Destra storica                                                         |                                                                      | Vittorio Emanuele II 1861-1878                              |
| (2)  |                            |                          | Bettino Ricasoli (1809-1880)               | 20 giugno 1866    | IX (1865)                                                             | 10 aprile 1867                         | Destra storica                 | Ricasoli II                                                            | Governo di conciliazione nazionale Destra storica - Sinistra storica | Vittorio Emanuele II 1861-1878                              |
| (3)  |                            |                          | Urbano Rattazzi (1808-1873)                | 10 aprile 1867    | 27 ottobre 1867                                                       | Sinistra storica                       | Rattazzi II                    | Sinistra storica - Destra storica - Indipendenti                       | X (1867)                                                             | Vittorio Emanuele II 1861-1878                              |
| 7    |                            |                          | Luigi Federico Menabrea (1809-1896)        | 27 ottobre 1867   | 5 gennaio 1868                                                        | Destra storica                         | Menabrea I                     | Destra storica - Indipendenti                                          | X (1867)                                                             | Vittorio Emanuele II 1861-1878                              |
| 7    | 5 gennaio 1868             | 13 maggio 1869           | Luigi Federico Menabrea (1809-1896)        | Menabrea II       |                                                                       | Destra storica                         |                                | Destra storica - Indipendenti                                          | X (1867)                                                             | Vittorio Emanuele II 1861-1878                              |
| 7    | 13 maggio 1869             | 14 dicembre 1869         | Luigi Federico Menabrea (1809-1896)        | Menabrea III      |                                                                       | Destra storica                         |                                | Destra storica - Indipendenti                                          | X (1867)                                                             | Vittorio Emanuele II 1861-1878                              |
| 8    |                            |                          | Giovanni Lanza (1810-1882)                 | 14 dicembre 1869  | 10 luglio 1873                                                        | Destra storica                         | Lanza                          | Destra storica                                                         | X (1867)                                                             | Vittorio Emanuele II 1861-1878                              |
| 8    | XI (1870)                  |                          | Giovanni Lanza (1810-1882)                 | 14 dicembre 1869  | 10 luglio 1873                                                        | Destra storica                         | Lanza                          | Destra storica                                                         |                                                                      | Vittorio Emanuele II 1861-1878                              |
| (5)  |                            |                          | Marco Minghetti (1818-1886)                | 10 luglio 1873    | 25 marzo 1876                                                         | Destra storica                         | Minghetti II                   | Destra storica                                                         |                                                                      | Vittorio Emanuele II 1861-1878                              |
| (5)  | XII (1874)                 |                          | Marco Minghetti (1818-1886)                | 10 luglio 1873    | 25 marzo 1876                                                         | Destra storica                         | Minghetti II                   | Destra storica                                                         |                                                                      | Vittorio Emanuele II 1861-1878                              |
| 9    |                            |                          | Agostino Depretis (1813-1887)              | 25 marzo 1876     | 25 dicembre 1877                                                      | Sinistra storica                       | Depretis I                     | Sinistra storica                                                       |                                                                      | Vittorio Emanuele II 1861-1878                              |
| 9    | XIII (1876)                |                          | Agostino Depretis (1813-1887)              | 25 marzo 1876     | 25 dicembre 1877                                                      | Sinistra storica                       | Depretis I                     | Sinistra storica                                                       |                                                                      | Vittorio Emanuele II 1861-1878                              |
| 9    | 25 dicembre 1877           | 24 marzo 1878            | Agostino Depretis (1813-1887)              | Depretis II       |                                                                       | Sinistra storica                       |                                | Sinistra storica                                                       |                                                                      | Vittorio Emanuele II 1861-1878                              |
| 10   |                            |                          | Benedetto Cairoli (1825-1889)              | 24 marzo 1878     | 19 dicembre 1878                                                      | Sinistra storica                       | Cairoli I                      | Sinistra storica                                                       | Umberto I 1878-1900                                                  |                                                             |
| (9)  |                            |                          | Agostino Depretis (1813-1887)              | 19 dicembre 1878  | 14 luglio 1879                                                        | Sinistra storica                       | Depretis III                   | Sinistra storica                                                       | Umberto I 1878-1900                                                  |                                                             |
| (10) |                            |                          | Benedetto Cairoli (1825-1889)              | 14 luglio 1879    | 25 novembre 1879                                                      | Sinistra storica                       | Cairoli II                     | Sinistra storica                                                       | Umberto I 1878-1900                                                  |                                                             |
| (10) | 25 novembre 1879           | 29 maggio 1881           | Benedetto Cairoli (1825-1889)              | Cairoli III       |                                                                       | Sinistra storica                       |                                | Sinistra storica                                                       | Umberto I 1878-1900                                                  |                                                             |
| (10) | 25 novembre 1879           | 29 maggio 1881           | Benedetto Cairoli (1825-1889)              | Cairoli III       | XIV (1880)                                                            | Sinistra storica                       |                                | Sinistra storica                                                       | Umberto I 1878-1900                                                  |                                                             |
| (9)  |                            |                          | Agostino Depretis (1813-1887)              | 29 maggio 1881    | 25 maggio 1883                                                        | Sinistra storica                       | Depretis IV                    | Sinistra storica                                                       | Umberto I 1878-1900                                                  |                                                             |
| (9)  | XV (1882)                  |                          | Agostino Depretis (1813-1887)              | 29 maggio 1881    | 25 maggio 1883                                                        | Sinistra storica                       | Depretis IV                    | Sinistra storica                                                       | Umberto I 1878-1900                                                  |                                                             |
| (9)  | 25 maggio 1883             | 30 marzo 1884            | Agostino Depretis (1813-1887)              | Depretis V        |                                                                       | Sinistra storica                       |                                | Sinistra storica                                                       | Umberto I 1878-1900                                                  |                                                             |
| (9)  | 30 marzo 1884              | 29 giugno 1885           | Agostino Depretis (1813-1887)              | Depretis VI       |                                                                       | Sinistra storica                       |                                | Sinistra storica                                                       | Umberto I 1878-1900                                                  |                                                             |
| (9)  | 29 giugno 1885             | 4 aprile 1887            | Agostino Depretis (1813-1887)              | Depretis VII      |                                                                       | Sinistra storica                       |                                | Sinistra storica                                                       | Umberto I 1878-1900                                                  |                                                             |
| (9)  | 29 giugno 1885             | 4 aprile 1887            | Agostino Depretis (1813-1887)              | Depretis VII      | XVI (1886)                                                            | Sinistra storica                       |                                | Sinistra storica                                                       | Umberto I 1878-1900                                                  |                                                             |
| (9)  | 4 aprile 1887              | 29 luglio 1887           | Agostino Depretis (1813-1887)              | Depretis VIII     |                                                                       | Sinistra storica                       |                                | Sinistra storica                                                       | Umberto I 1878-1900                                                  |                                                             |
| 11   |                            |                          | Francesco Crispi (1818-1901)               | 29 luglio 1887    | 9 marzo 1889                                                          | Sinistra storica                       | Crispi I                       | Sinistra storica                                                       | Umberto I 1878-1900                                                  |                                                             |
| 11   | 9 marzo 1889               | 6 febbraio 1891          | Francesco Crispi (1818-1901)               | Crispi II         |                                                                       | Sinistra storica                       |                                | Sinistra storica                                                       | Umberto I 1878-1900                                                  |                                                             |
| 12   |                            |                          | Antonio Starabba di Rudinì (1839-1908)     | 6 febbraio 1891   | 15 maggio 1892                                                        | Destra storica                         | Di Rudinì I                    | Destra storica - Sinistra storica                                      | Umberto I 1878-1900                                                  | XVII (1890)                                                 |
| 13   |                            |                          | Giovanni Giolitti (1842-1928)              | 15 maggio 1892    | 15 dicembre 1893                                                      | Sinistra storica                       | Giolitti I                     | Sinistra storica                                                       | Umberto I 1878-1900                                                  | XVIII (1892)                                                |
| (11) |                            |                          | Francesco Crispi (1818-1901)               | 15 dicembre 1893  | 14 giugno 1894                                                        | Sinistra storica                       | Crispi III                     | Sinistra storica                                                       | Umberto I 1878-1900                                                  | XVIII (1892)                                                |
| (11) | 14 giugno 1894             | 10 marzo 1896            | Francesco Crispi (1818-1901)               | Crispi IV         |                                                                       | Sinistra storica                       |                                | Sinistra storica                                                       | Umberto I 1878-1900                                                  | XVIII (1892)                                                |
| (11) | 14 giugno 1894             | 10 marzo 1896            | Francesco Crispi (1818-1901)               | Crispi IV         | XIX (1895)                                                            | Sinistra storica                       |                                | Sinistra storica                                                       | Umberto I 1878-1900                                                  |                                                             |
| (12) |                            |                          | Antonio Starabba di Rudinì (1839-1908)     | 10 marzo 1896     | 11 luglio 1896                                                        | Destra storica                         | Di Rudinì II                   | Destra storica - Sinistra storica                                      | Umberto I 1878-1900                                                  |                                                             |
| (12) | 11 luglio 1896             | 14 dicembre 1897         | Antonio Starabba di Rudinì (1839-1908)     | Di Rudinì III     |                                                                       | Destra storica                         |                                | Destra storica - Sinistra storica                                      | Umberto I 1878-1900                                                  |                                                             |
| (12) | 14 dicembre 1897           | 1º giugno 1898           | Antonio Starabba di Rudinì (1839-1908)     | Di Rudinì IV      | XX (1897)                                                             | Destra storica                         |                                | Destra storica - Sinistra storica                                      | Umberto I 1878-1900                                                  |                                                             |
| (12) | 1º giugno 1898             | 29 giugno 1898           | Antonio Starabba di Rudinì (1839-1908)     | Di Rudinì V       | XX (1897)                                                             | Destra storica                         |                                | Destra storica - Sinistra storica                                      | Umberto I 1878-1900                                                  |                                                             |
| 14   |                            |                          | Luigi Pelloux (1839-1924)                  | 29 giugno 1898    | XX (1897)                                                             | 14 maggio 1899                         | Militare                       | Pelloux I                                                              | Umberto I 1878-1900                                                  | Sinistra storica - Destra storica - Militari - Indipendenti |
| 14   | 14 maggio 1899             | 24 giugno 1900           | Luigi Pelloux (1839-1924)                  | Pelloux II        | XX (1897)                                                             |                                        | Militare                       |                                                                        | Umberto I 1878-1900                                                  | Sinistra storica - Destra storica - Militari - Indipendenti |
| 15   |                            |                          | Giuseppe Saracco (1821-1907)               | 24 giugno 1900    | 15 febbraio 1901                                                      | Sinistra storica                       | Saracco                        | Sinistra storica - Destra storica                                      | Umberto I 1878-1900                                                  | XXI (1900)                                                  |
| 16   |                            |                          | Giuseppe Zanardelli (1826-1903)            | 15 febbraio 1901  | 3 novembre 1903                                                       | Sinistra storica                       | Zanardelli                     | Sinistra storica - Destra storica con l'appoggio esterno del PSI       | Vittorio Emanuele III 1900-1944                                      | XXI (1900)                                                  |
| (13) |                            |                          | Giovanni Giolitti (1842-1928)              | 3 novembre 1903   | 16 marzo 1905                                                         | Sinistra storica                       | Giolitti II                    | Sinistra storica - Destra storica con l'appoggio esterno del PSI       | Vittorio Emanuele III 1900-1944                                      | XXI (1900)                                                  |
| (13) | XXII (1904)                |                          | Giovanni Giolitti (1842-1928)              | 3 novembre 1903   | 16 marzo 1905                                                         | Sinistra storica                       | Giolitti II                    | Sinistra storica - Destra storica con l'appoggio esterno del PSI       | Vittorio Emanuele III 1900-1944                                      |                                                             |
| 17   |                            |                          | Tommaso Tittoni (1855-1931)                | 16 marzo 1905     | 28 marzo 1905                                                         | Destra storica                         | Tittoni                        | Destra storica - Sinistra storica                                      | Vittorio Emanuele III 1900-1944                                      |                                                             |
| 18   |                            |                          | Alessandro Fortis (1841-1909)              | 28 marzo 1905     | 24 dicembre 1905                                                      | Sinistra storica                       | Fortis I                       | Sinistra storica - Destra storica                                      | Vittorio Emanuele III 1900-1944                                      |                                                             |
| 18   | 24 dicembre 1905           | 8 febbraio 1906          | Alessandro Fortis (1841-1909)              | Fortis II         |                                                                       | Sinistra storica                       |                                | Sinistra storica - Destra storica                                      | Vittorio Emanuele III 1900-1944                                      |                                                             |
| 19   |                            |                          | Sidney Sonnino (1847-1922)                 | 8 febbraio 1906   | 29 maggio 1906                                                        | Destra storica                         | Sonnino I                      | Destra storica - PRadI                                                 | Vittorio Emanuele III 1900-1944                                      |                                                             |
| (13) |                            |                          | Giovanni Giolitti (1842-1928)              | 29 maggio 1906    | 11 dicembre 1909                                                      | Sinistra storica                       | Giolitti III                   | Sinistra storica - Destra storica                                      | Vittorio Emanuele III 1900-1944                                      |                                                             |
| (13) | XXIII (1909)               |                          | Giovanni Giolitti (1842-1928)              | 29 maggio 1906    | 11 dicembre 1909                                                      | Sinistra storica                       | Giolitti III                   | Sinistra storica - Destra storica                                      | Vittorio Emanuele III 1900-1944                                      |                                                             |
| (19) |                            |                          | Sidney Sonnino (1847-1922)                 | 11 dicembre 1909  | 31 marzo 1910                                                         | Destra storica                         | Sonnino II                     | Destra storica                                                         | Vittorio Emanuele III 1900-1944                                      |                                                             |
| 20   |                            |                          | Luigi Luzzatti (1841-1927)                 | 31 marzo 1910     | 29 marzo 1911                                                         | Destra storica                         | Luzzatti                       | Sinistra storica - Destra storica - PR                                 | Vittorio Emanuele III 1900-1944                                      |                                                             |
| (13) |                            |                          | Giovanni Giolitti (1842-1928)              | 29 marzo 1911     | 21 marzo 1914                                                         | Unione Liberale                        | Giolitti IV                    | UL - PR - PDC - PD - UECI - CC                                         | Vittorio Emanuele III 1900-1944                                      |                                                             |
| (13) | XXIV (1913)                |                          | Giovanni Giolitti (1842-1928)              | 29 marzo 1911     | 21 marzo 1914                                                         | Unione Liberale                        | Giolitti IV                    | UL - PR - PDC - PD - UECI - CC                                         | Vittorio Emanuele III 1900-1944                                      |                                                             |
| 21   |                            |                          | Antonio Salandra (1853-1931)               | 21 marzo 1914     | 5 novembre 1914                                                       | Unione Liberale                        | Salandra I                     | UL - PDC - PD - UECI - CC                                              | Vittorio Emanuele III 1900-1944                                      |                                                             |
| 21   | 5 novembre 1914            | 18 giugno 1916           | Antonio Salandra (1853-1931)               | Salandra II       |                                                                       | Unione Liberale                        |                                | UL - PDC - PD - UECI - CC                                              | Vittorio Emanuele III 1900-1944                                      |                                                             |
| 22   |                            |                          | Paolo Boselli (1838-1932)                  | 18 giugno 1916    | 30 ottobre 1917                                                       | Unione Liberale                        | Boselli                        | Governo di unità nazionale UL - PR - PDC - PD - UECI - PSRI - PRI - CC | Vittorio Emanuele III 1900-1944                                      |                                                             |
| 23   |                            |                          | Vittorio Emanuele Orlando (1860-1952)      | 30 ottobre 1917   | 23 giugno 1919                                                        | Unione Liberale                        | Orlando                        | Governo di unità nazionale UL - PR - PDC - PD - UECI - PSRI - PRI - CC | Vittorio Emanuele III 1900-1944                                      |                                                             |
| 24   |                            |                          | Francesco Saverio Nitti (1868-1953)        | 23 giugno 1919    | 21 maggio 1920                                                        | Partito Radicale Italiano              | Nitti I                        | UL - PLDI - PPI - PR - PDSI - PSRI                                     | Vittorio Emanuele III 1900-1944                                      |                                                             |
| 24   | XXV (1919)                 |                          | Francesco Saverio Nitti (1868-1953)        | 23 giugno 1919    | 21 maggio 1920                                                        | Partito Radicale Italiano              | Nitti I                        | UL - PLDI - PPI - PR - PDSI - PSRI                                     | Vittorio Emanuele III 1900-1944                                      |                                                             |
| 24   | 21 maggio 1920             | 15 giugno 1920           | Francesco Saverio Nitti (1868-1953)        | Nitti II          | UL - PLDI - PPI - PR                                                  | Partito Radicale Italiano              |                                |                                                                        | Vittorio Emanuele III 1900-1944                                      |                                                             |
| (13) |                            |                          | Giovanni Giolitti (1842-1928)              | 15 giugno 1920    | 4 luglio 1921                                                         | Unione Liberale                        | Giolitti V                     | UL - PLDI - PPI - PR - PDSI - PSRI                                     | Vittorio Emanuele III 1900-1944                                      |                                                             |
| (13) | XXVI (1921)                |                          | Giovanni Giolitti (1842-1928)              | 15 giugno 1920    | 4 luglio 1921                                                         | Unione Liberale                        | Giolitti V                     | UL - PLDI - PPI - PR - PDSI - PSRI                                     | Vittorio Emanuele III 1900-1944                                      |                                                             |
| 25   |                            |                          | Ivanoe Bonomi (1873-1951)                  | 4 luglio 1921     | 26 febbraio 1922                                                      | Partito Socialista Riformista Italiano | Bonomi I                       | UL - PLDI - PPI - PDSI - PSRI                                          | Vittorio Emanuele III 1900-1944                                      |                                                             |
| 26   |                            |                          | Luigi Facta (1861-1930)                    | 26 febbraio 1922  | 1º agosto 1922                                                        | Partito Liberale Italiano              | Facta I                        | UL - PLDI - PPI - PR - PDSI - PSRI - PAS                               | Vittorio Emanuele III 1900-1944                                      |                                                             |
| 26   | 1º agosto 1922             | 31 ottobre 1922          | Luigi Facta (1861-1930)                    | Facta II          | PLI - PPI - PR - PDSI - PSRI                                          | Partito Liberale Italiano              |                                |                                                                        | Vittorio Emanuele III 1900-1944                                      |                                                             |
| 27   |                            |                          | Benito Mussolini (1883-1945)               | 31 ottobre 1922   | 25 luglio 1943                                                        | Partito Nazionale Fascista             | Mussolini                      | PLI - PPI - PDSI - PNF - ANI                                           | Vittorio Emanuele III 1900-1944                                      |                                                             |
| 27   | Partito Nazionale Fascista | XXVII (1924)             | Benito Mussolini (1883-1945)               | 31 ottobre 1922   | 25 luglio 1943                                                        | Partito Nazionale Fascista             | Mussolini                      |                                                                        | Vittorio Emanuele III 1900-1944                                      |                                                             |
| 27   | Partito Nazionale Fascista | XXVIII - XXIX - XXX      | Benito Mussolini (1883-1945)               | 31 ottobre 1922   | 25 luglio 1943                                                        | Partito Nazionale Fascista             | Mussolini                      |                                                                        | Vittorio Emanuele III 1900-1944                                      |                                                             |
| 28   |                            |                          | Pietro Badoglio (1871-1956)                | 25 luglio 1943    | 24 aprile 1944                                                        | Militare                               | Badoglio I                     | Militari - Indipendenti                                                | Vittorio Emanuele III 1900-1944                                      | Camera soppressa                                            |
| 28   | 24 aprile 1944             | 18 giugno 1944           | Pietro Badoglio (1871-1956)                | Badoglio II       | Comitato di Liberazione Nazionale DC - PSIUP - PCI - PLI - PDL - Pd'A | Militare                               |                                |                                                                        | Vittorio Emanuele III 1900-1944                                      | Camera soppressa                                            |
| (25) |                            |                          | Ivanoe Bonomi (1873-1951)                  | 18 giugno 1944    | Comitato di Liberazione Nazionale DC - PSIUP - PCI - PLI - PDL - Pd'A | 10 dicembre 1944                       | Partito Democratico del Lavoro | Bonomi II                                                              | Umberto II 1944-1946                                                 | Camera soppressa                                            |
| (25) | 10 dicembre 1944           | 19 giugno 1945           | Ivanoe Bonomi (1873-1951)                  | Bonomi III        | Comitato di Liberazione Nazionale DC - PSIUP - PCI - PLI - PDL - Pd'A |                                        | Partito Democratico del Lavoro |                                                                        | Umberto II 1944-1946                                                 | Camera soppressa                                            |
| 29   |                            |                          | Ferruccio Parri (1890-1981)                | 19 giugno 1945    | Comitato di Liberazione Nazionale DC - PSIUP - PCI - PLI - PDL - Pd'A | 10 dicembre 1945                       | Partito d'Azione               | Parri                                                                  | Umberto II 1944-1946                                                 | Consulta Nazionale (Camera provvisoria)                     |
| 30   |                            |                          | Alcide De Gasperi (1881-1954)              | 10 dicembre 1945  | Comitato di Liberazione Nazionale DC - PSIUP - PCI - PLI - PDL - Pd'A | 14 luglio 1946                         | Democrazia Cristiana           | De Gasperi I                                                           | Umberto II 1944-1946                                                 | Consulta Nazionale (Camera provvisoria)                     |

## Statistiche e primati
Agostino Depretis è il politico che ha presieduto più governi (otto), per un totale di 2 251 giorni, mentre Giovanni Giolitti, con i suoi cinque governi, è stato in carica complessivamente per 3 839 giorni, periodo superato solo dall'unico governo Mussolini, che fu in carica durante il fascismo, dal 1922 al 1943. Oltre al precedente, il secondo governo più a lungo in carica fu quello di Giovanni Lanza (1869-1873), per un totale di 1 304 giorni.

### Provenienza regionale
La regione di nascita dei presidenti del Consiglio dei ministri del Regno d'Italia è riportata nella seguente tabella.
Le regioni sono elencate in ordine alfabetico, mentre i presidenti in ordine cronologico.
| Regione             | Num. | Presidenti del Consiglio                                                       |
| ------------------- | ---- | ------------------------------------------------------------------------------ |
| Basilicata          | 1    | Nitti                                                                          |
| Emilia-Romagna      | 4    | Farini, Minghetti, Fortis, Mussolini                                           |
| Lazio               | 1    | Tittoni                                                                        |
| Liguria             | 1    | Boselli                                                                        |
| Lombardia           | 4    | Depretis, Cairoli, Zanardelli, Bonomi                                          |
| Piemonte            | 9    | Cavour, Rattazzi, La Marmora, Lanza, Giolitti, Saracco, Facta, Badoglio, Parri |
| Puglia              | 1    | Salandra                                                                       |
| Savoia              | 2    | Menabrea, Pelloux                                                              |
| Sicilia             | 3    | Crispi, di Rudinì, Orlando                                                     |
| Toscana             | 2    | Ricasoli, Sonnino                                                              |
| Trentino-Alto Adige | 1    | De Gasperi                                                                     |
| Veneto              | 1    | Luzzatti                                                                       |